# 周深“晚安 明天见”TME live 超现场
周深“晚安 明天见”TME live 超现场是中国大陆男歌手周深的一次线上个人音乐会，于2020年7月25日周深出道六周年纪念日在五个视频平台现场直播，其中在QQ音乐有超过720万乐迷在直播时段同时在线观看，多平台现场直播观看人数突破1500万。这次演唱会位列2020腾讯娱乐白皮书十大线上演唱会热度榜，并获得第28届东方风云榜最佳线上演唱会大奖。随后亦发布了现场专辑。

## 概述
“晚安 明天见”个人音乐会于2020年7月25日举行，这一天是周深出道六周年纪念日。舞台被设计成一个房间的样子，房间里有沙发、冰箱等家具，甚至有一个挂了玫瑰花的双人床，还有一个身穿生米应援服的绒毛熊。周深身穿睡衣出现并演唱了《来不及勇敢》等三首歌曲，随后主持人出现，两人一起观看了墙上挂着周深在《蒙面唱将》、《歌手当打之年》等舞台上的留影，讲述了停留在9:29的时钟象征着C929星球的时空。互动过后，周深坐在双人床上，随之升到半空，衬着背景的灯光和大大的月亮背景，似乎悬浮在夜空中，又演唱了三首歌，包括自己的首支英文歌曲《避难所》。随后周深更换了西装，并向观众介绍了伴奏乐队，之后演唱了五首歌曲。接下来周深把自己出道以来为影视剧演唱的歌曲中的40首，各取一部分串成一首长达19分钟的歌《谢谢你听过我唱的这些歌》。演唱会共计两小时十一分钟，并准时在晚上9点29分唱起了晚安曲《不想睡》，这首歌是周深演唱会传统的安可曲和结束曲。演唱会还专门为粉丝设计了互动环节，营造粉丝与偶像共同成长的陪伴感。

## 平台
这次个人线上音乐会于2020年7月25日通过QQ音乐、酷狗音乐、酷我音乐、全民K歌、腾讯微视五个视频平台现场直播，其中在QQ音乐有超过720万乐迷在直播时段同时在线观看。后亦在YouTube视频平台上线。7月29日又在音乐平台发布了现场专辑。

## 反响
CCTV-15音乐频道《音乐周刊》节目多次报道了这次演唱会。首先以“周深线上音乐会圆满落幕 出道六周年感动呈现”为题，报道说“当晚的一大亮点就是这首影视音乐串烧《谢谢你听过我唱的这些歌》，这首将近20分钟的歌曲，串联起了包括《大鱼》、《触不可及》在内的几十首作品，见证了周深六年间的音乐成长道路。本场音乐会主题中的晚安是周深对过去的感恩与告别，明天见则是他对未来的美好期望”。第二篇报道的题目是“出道多年仍是少年 周深线上音乐会精彩回顾”，报道说“令人眼前一亮的是，现场以模仿周深的家进行布置，从卧室到客厅、楼道，周深可以随意走到各个位置”，称赞这是一个“别心裁的现场布置”。“周深共演唱了47首歌曲，而其中以他出道至今演唱的40首影视原声更是串烧在19分钟内不间断演唱，引发了乐迷朋友的阵阵欢呼”。“用心的舞台布置，超容量的曲目设置，你以为这些就是周深这场超现场演唱会的全部亮点了吗，当然不是。”。第三篇报道中提到“当天也是周深出道六周年的日子，更是周深工作室成立之后首次与乐迷见面”，“周深想将它看作一个礼物，既是给自己也送给乐迷”，“六年间，周深留下了许许多多的经典作品，他以空灵的天籁之音，陪伴歌迷走过青春岁月，看尽山河大海”。
飛碟電台夜光家族的《宝藏周记》节目中，主持人光禹也多次报道了周深的这次线上演唱会，称赞他现场“稳得像CD一样”，说“听周深唱歌特别有童话感”，“在他的歌声里融化”。

“你们有没有觉得周深带我们环游了全世界甚至环游了太空”，“我们因为周深的歌声而感觉心灵内在清澈”。

“他说的这个大考验呢就是他要联唱40首OST的组曲”，“你听它有多大的难度。。。马上换。。。然后转调。。。接着立刻换。。。随后又转key。。。立刻再一转。。。再转key，又换下一首。。。这个不是CD哦，这是Live的各位。。。节奏一换。。。再转key，换下一首。。。马上又转key。。。再转key。。。一气呵成”，“这段访问叫做世界投我以故事，而我以歌回报之”。

## 专辑
2020年7月29日，周深“晚安 明天见”TME live 超现场专辑上线。
| 周深“晚安 明天见”TME live 超现场 | 周深“晚安 明天见”TME live 超现场 | 周深“晚安 明天见”TME live 超现场 | 周深“晚安 明天见”TME live 超现场 | 周深“晚安 明天见”TME live 超现场 |
| 曲序                             | 曲目                             |                                  | 作曲                             | 时长                             |
| -------------------------------- | -------------------------------- | -------------------------------- | -------------------------------- | -------------------------------- |
| 1.                               | 来不及勇敢（Live）               | 樊帆/金灿灿                      | 钱雷                             | 4:10                             |
| 2.                               | 雪花落下（Live）                 | 陈嬛                             | 萨顶顶                           | 3:46                             |
| 3.                               | 曾经沧海（Live）                 | 杨哲                             | 田昌晔                           | 3:41                             |
| 4.                               | 随风（Live）                     | 余庆/Léa (任雅静)                | Léa (任雅静)/ Bryan（孙伟）      | 3:45                             |
| 5.                               | 大鱼（Live）                     | 尹约                             | 钱雷                             | 4:48                             |
| 6.                               | 避难所（Live）                   | 卡卡                             | 杨炅翰                           | 3:21                             |
| 7.                               | 愿（Live）                       | 田丁                             | 崔博                             | 4:31                             |
| 8.                               | 梅香如故（Live）                 | 陈诗牧/吕景亚                    | 陈诗牧/吕景亚                    | 4:06                             |
| 9.                               | 影（Live）                       | 陈曦                             | 董冬冬                           | 4:09                             |
| 10.                              | 海藏（Live）                     | 刘恩汛                           | 苟音                             | 4:56                             |
| 11.                              | 触不可及（Live）                 | 祁辛                             | 崔克檐                           | 3:44                             |
| 12.                              | 谢谢你听过我唱的这些歌（Live）   |                                  |                                  | 18:56                            |
| 13.                              | 不想睡（Live）                   | 宫泽和史                         | 宫泽和史                         | 5:40                             |

## 谢谢你听过我唱过的这些歌
《谢谢你听过我唱过的这些歌》是周深2016 - 2020年为影视剧、动画电影和剧集演唱的40首OST，各自截取一段形成串烧，用时19分钟在现场演唱完成，之后作为现场专辑中的一首歌曲发布。：
2:00开始：《浓情淡如你》、《何处是天涯》、《荒城渡》、《此生惟你》、《独白》
5:00开始：《天地为念》、《曾经沧海》、《情意结》、《缘落》、《昙花一现雨及时》、《梅香如故》、《放鹤图》、《落花》、《影》、《缘起》、《念》
10:00开始：《不说话》、《没有说完的故事》、《愿得一心人》、《回声》、《渴望遇见》、《启示》、《直破穹苍》、《海藏》、《东游》、《青春有悔》
15:00开始：《黎明的翅膀》、《水形物语》、《蜕》、《随风》、《拙慕》、《愿》、《大鱼》、《触不可及》、《不再流浪》、《无关》、《来不及勇敢》、《雪花落下》、《小小》、《避难所》

## 奖项
| 年份 | 颁奖机构           | 奖项                                                  | 结果 |
| ---- | ------------------ | ----------------------------------------------------- | ---- |
| 2021 | 2020腾讯娱乐白皮书 | 2020线上演唱会热度TOP9《周深“晚安 明天见”线上演唱会》 | 獲獎 |
| 2021 | 第28届东方风云榜   | 最佳线上演唱会《晚安 明天见》                         | 獲獎 |